# Eccidio di Lippa di Elsane
L'eccidio di Lippa di Elsane è stata una strage nazifascista avvenuta il 30 aprile 1944 nel villaggio di Lippa (in croato: Lipa), all'epoca frazione del comune italiano di Elsane, in provincia di Fiume (oggi situato in Croazia).
Con un bilancio finale di 269 morti (quasi tutti anziani, donne e bambini), l'eccidio di Lippa è stata la più grande strage avvenuta nel territorio istriano durante la seconda guerra mondiale e la quarta strage nazifascista più cruenta avvenuta nel territorio del Regno d'Italia.

## Contesto storico
Al termine della prima guerra mondiale il territorio istriano passò dall'Impero austro-ungarico al Regno d'Italia, a cui venne poi annesso anche il territorio di Fiume dal gennaio 1924, incluso il comune di Elsane, dove venne abolito l'uso della lingua croata, con l'insegnamento obbligatorio dell'italiano. Allo scoppio della seconda guerra mondiale, gran parte della popolazione di Lippa, tutta composta da agricoltori e allevatori di bestiame, entrò a far parte della resistenza partigiana jugoslava. Dopo l'8 settembre 1943 la guerra tra nazifascisti e slavi si inasprì giorno dopo giorno, dando luogo ad azioni sempre più violente a cui seguirono continue rappresaglie da entrambi i fronti.
Il villaggio di Lippa, all'epoca abitato da circa 500 persone, si trova sulla strada che collega Fiume con Trieste e Lubiana, a pochi chilometri da Rūpa, dove aveva sede un presidio fascista della Milizia di difesa territoriale. I partigiani titini spesso prendevano di mira con i mortai i convogli tedeschi che transitavano sulla strada.

## Storia

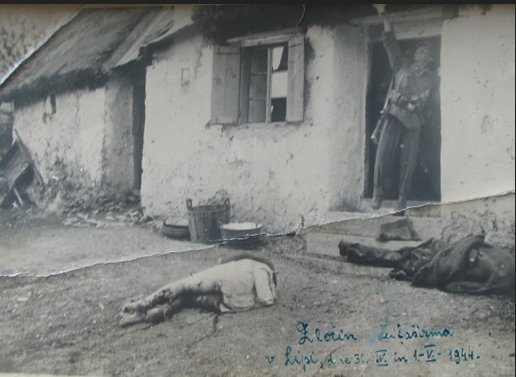
La strage di Lippa documentata da un soldato tedesco

Nella primavera del 1944 i partigiani titini decisero di effettuare un'azione dimostrativa contro la caserma fascista di Rupa, organizzandola inizialmente per il 23 aprile, ma poi rimandandola la settimana successiva.
Domenica 30 aprile 1944 i partigiani del seconda battaglione della brigata Gortal lanciarono l'attacco a colpi di mortaio da 81 mm contro il caposaldo fascista di Rupa, il cui comandante tenente Aurelio Piesz mandò a chiedere aiuti. Proprio in quel momento, stava transitando di lì una colonna di veicoli tedeschi diretti a Fiume e una granata finì per colpire un camion, uccidendo alcuni soldati. Il comandante tedesco chiese così i rinforzi al vicino comando tedesco di Castelnuovo d'Istria. Poche ore dopo iniziò la rappresaglia.
Verso le 14:30-15:00 del pomeriggio dello stesso giorno l'insediamento di Lippa, da cui si presumeva fossero stati lanciati i colpi di mortaio, venne circondato da circa 300 soldati tedeschi e una ventina di italiani,. 
Sotto il fuoco delle mitragliatrici, i soldati tedeschi penetrarono nel villaggio verso le ore 16:00, uccidendo chiunque si trovasse lungo la strada o nei campi vicini. I militari incendiarono ogni casa dopo averla saccheggiata, rastrellando tutta la popolazione civile, composta da anziani, donne e bambini (dal momento che tutti i maschi adulti si trovavano nei boschi a combattere oppure al fronte) a cui venne detto che sarebbe stata deportata a Rupa e che pertanto doveva raccogliere e portare con sé le proprie cose.
Arrivati alla fine del paese, i prigionieri in colonna furono costretti ad abbandonare i propri bagagli e vennero ammassati in un casolare, dove furono sterminati a colpi di mitragliatrice e con le granate. I cadaveri vennero poi ammassati e bruciati nel casolare. Al termine dell'eccidio, vennero dati alle fiamme oltre 135 edifici.

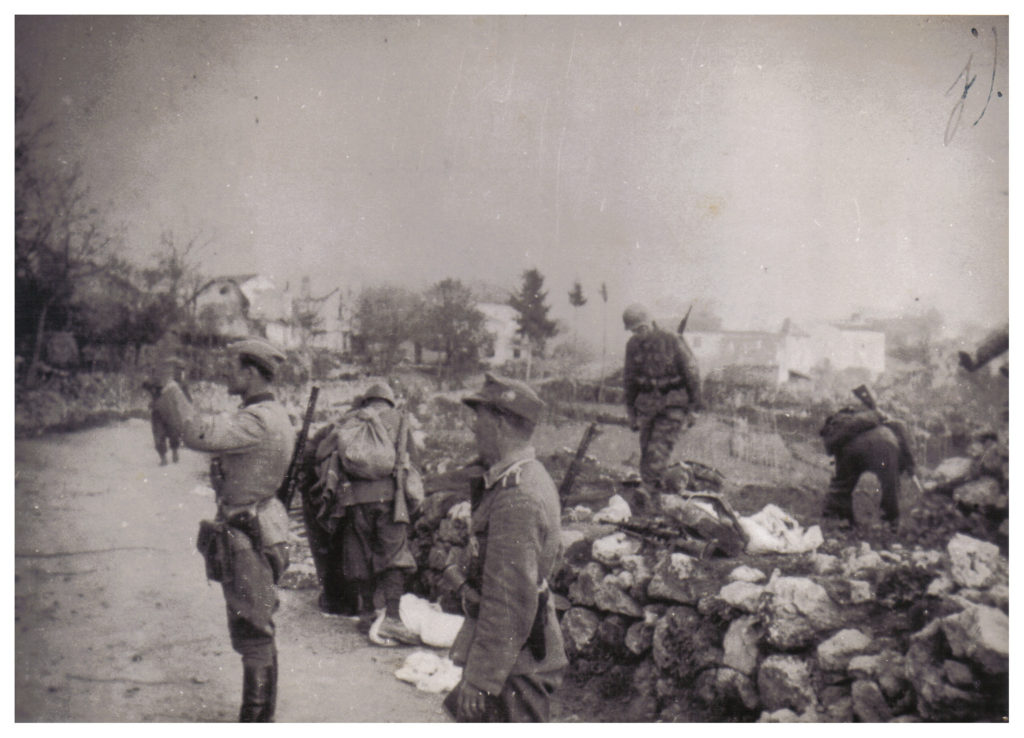
In questa immagine è stato riconosciuto Josef Oberhauser (militare a sinistra)

Il ricordo della strage è testimoniato da alcune fotografie scattate da un soldato tedesco che portò il rullino dei negativi a far sviluppare presso il fotografo Marož a Villa del Nevoso. La sorella del fotografo, resasi conto della gravità di quanto avvenuto, stampò segretamente una copia di ogni immagine, che poi espose nella vetrina del negozio alla fine della guerra, con la speranza che qualcuno riconoscesse il luogo.
Le immagini sono molto importanti per l'attribuzione delle responsabilità, in precedenza attribuite alle SS-Karstwehr-Btl.: in esse si vedono soldati con le divise operative di camuffamento della Sonderabteilung Einsatz R (Reinhard) e di quello che è stato presumibilmente identificato nel 2016 come l'SS-Untersturmführer Josef Oberhauser.  

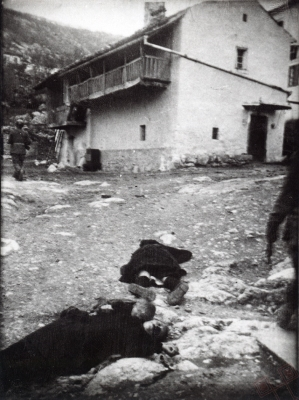
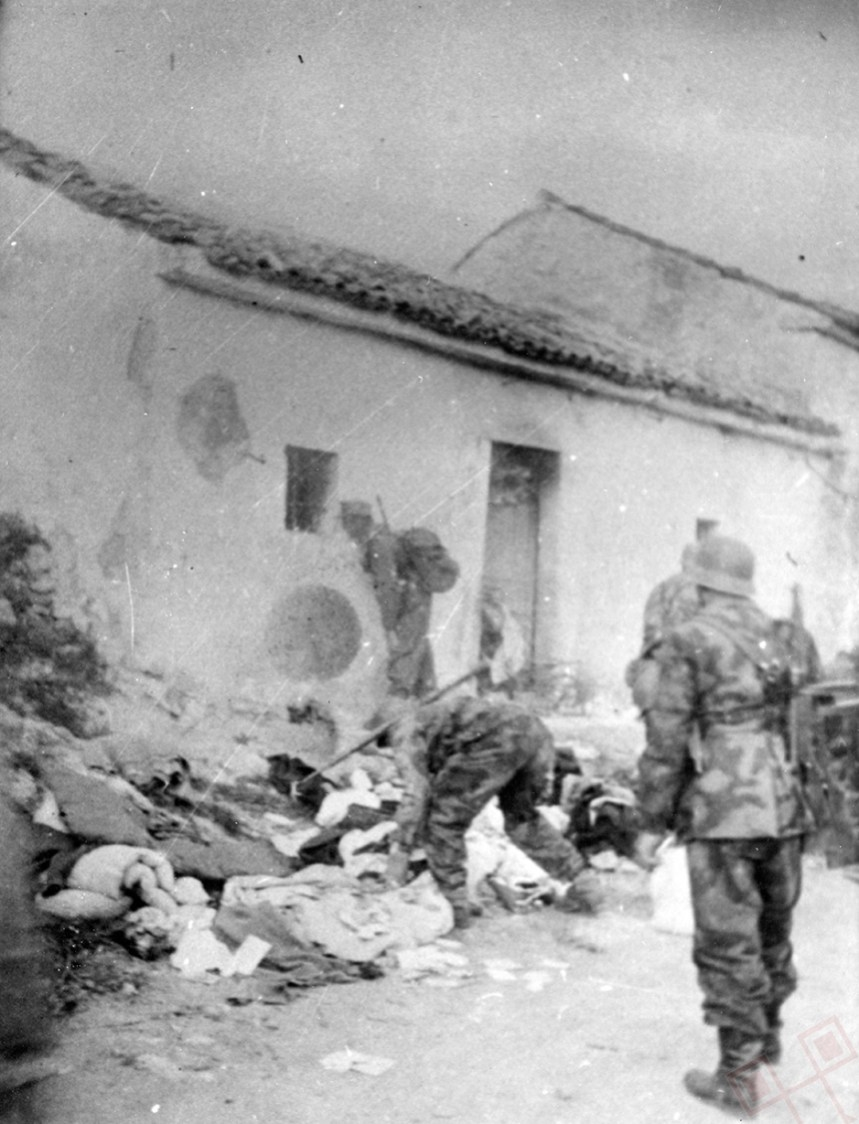
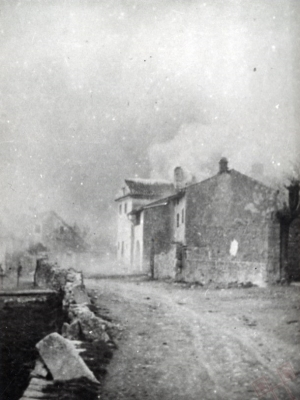
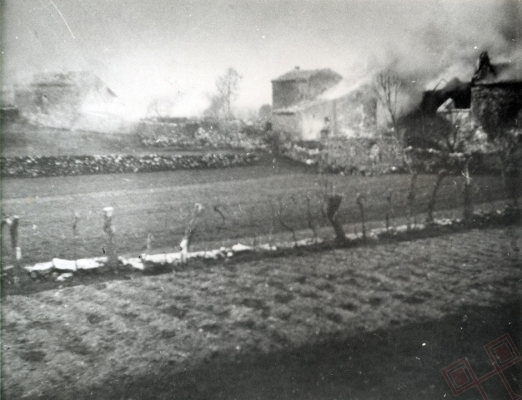

La macroscopica sproporzione tra il massacro di civili inermi rispetto alle iniziali due vittime tedesche ha fatto ipotizzare ad alcuni storici che in realtà non si sia trattata di una rappresaglia simile alle altre compiute nello stesso periodo e nella stessa zona, ma di una vera e propria lezione punitiva esemplare pianificata dai nazisti nei confronti di una comunità che sosteneva il movimento partigiano dei cosiddetti Banditen, al fine di terrorizzare e separare il popolo dai partigiani.

## Ricordo

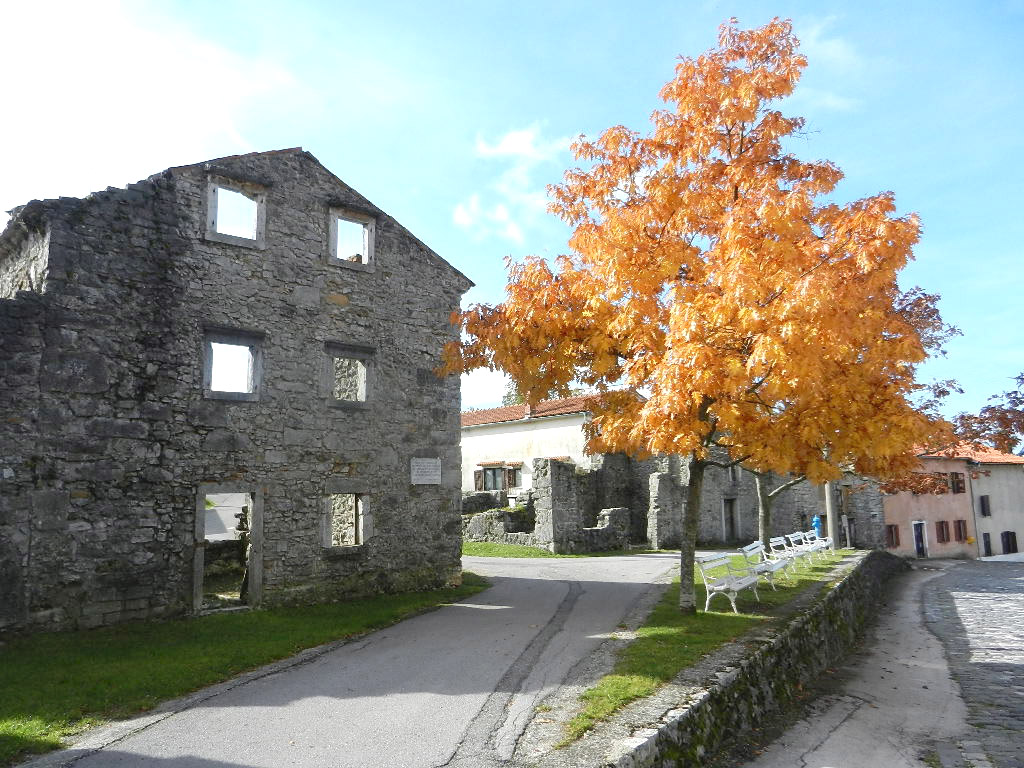
Una delle case distrutte, oggi dichiarata monumento

Dopo la liberazione avvenuta nel maggio 1945, i pochi sopravvissuti tornarono a Lippa, dove raccolsero le ossa dei loro compaesani, realizzando un cimitero nella casa del civico numero 20, che rimase un monumento a perenne ricordo del crimine. Iniziarono anche a ristrutturare le case. I bambini orfani minori di 13 anni furono mandati nell'orfanotrofio di Abbazia, e poi inviati in Cecoslovacchia; alcuni sono rimasti lì e alcuni sono tornati. I Lipjaniani decisero di ricostruire il villaggio e di sfidare l'intenzione nazista di distruggerli.
Nel 1963 nacque l'idea che il villaggio fosse trasformato in un museo all'aperto: venne così istituito il Fondo per la ricostruzione di Lippa e nel 1966 l'Istituto regionale per il restauro proclamò il sito memoriale di Lippa.
I resti ancora distrutti dell'insediamento sono oggi protetti come patrimonio commemorativo e il 29 novembre 1968 è stata aperta una mostra permanente presso l'ex edificio scolastico, attiva fino alla dissoluzione della Jugoslavia nel 1989.
Nell'aprile 2015 è stato inaugurato il Centro commemorativo Lippa ricorda(Memorijalni centar Lipa pamti), che illustra la storia della seconda guerra mondiale nella regione del Carso liburnico che, oltre a Lippa, comprende i villaggi di Passiaco, Rūpa, Sapiane e Berze. L'esposizione include anche una sezione storiografica del territorio dalla preistoria fino ad oggi. Il centro-memoriale è una filiale del Museo marittimo e storico del litorale croato di Fiume. L'apertura del Centro è stata finanziata dal Comune di Mattuglie.
Gli attuali abitanti di Lippa ricordano ogni anno il giorno della strage, con una manifestazione denominata Lippa ricorda (Lipa pamti).

## Galleria d'immagini

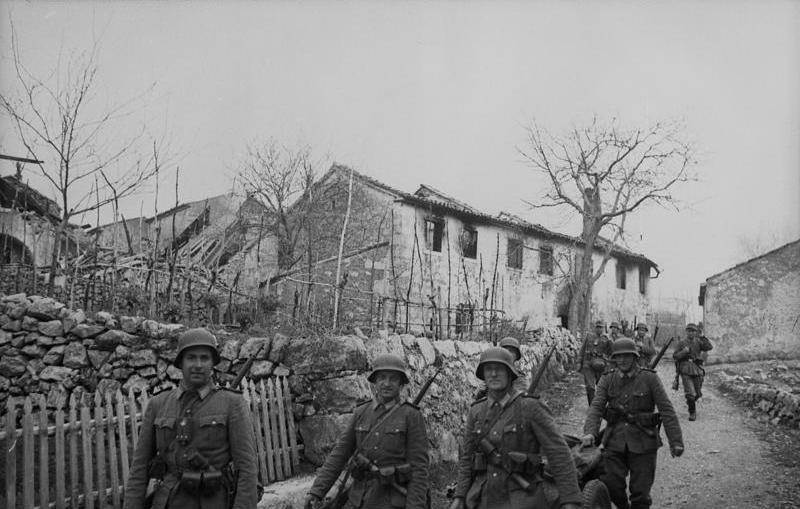
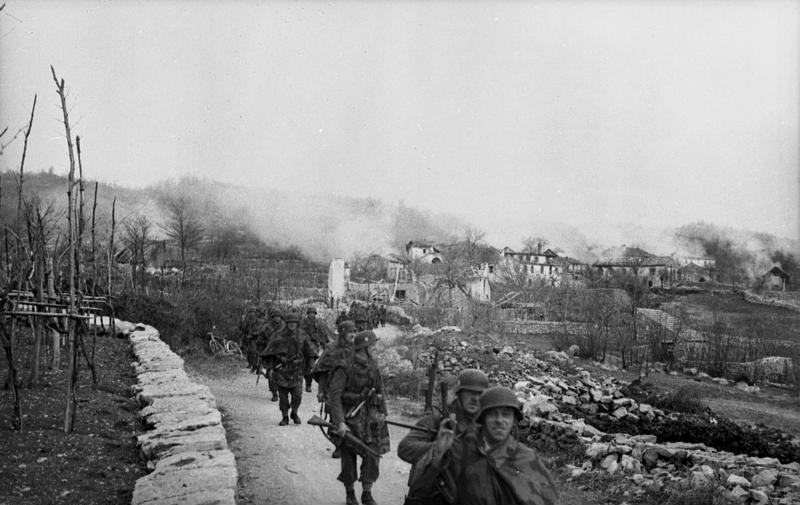
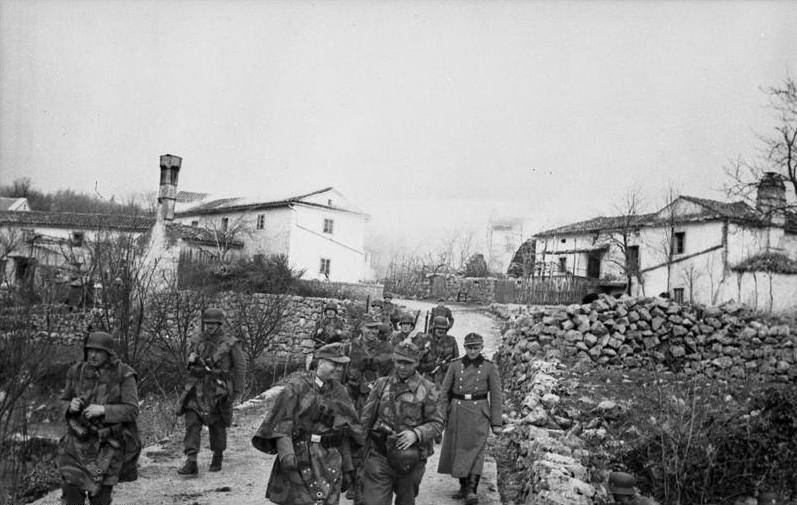
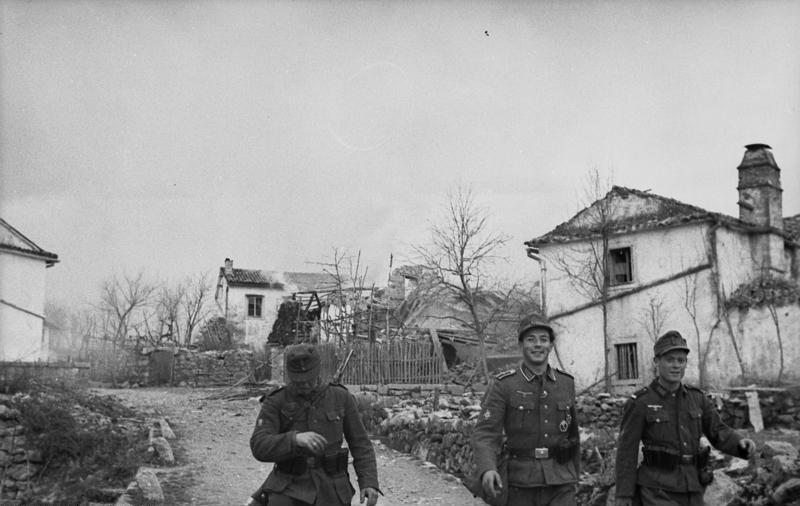
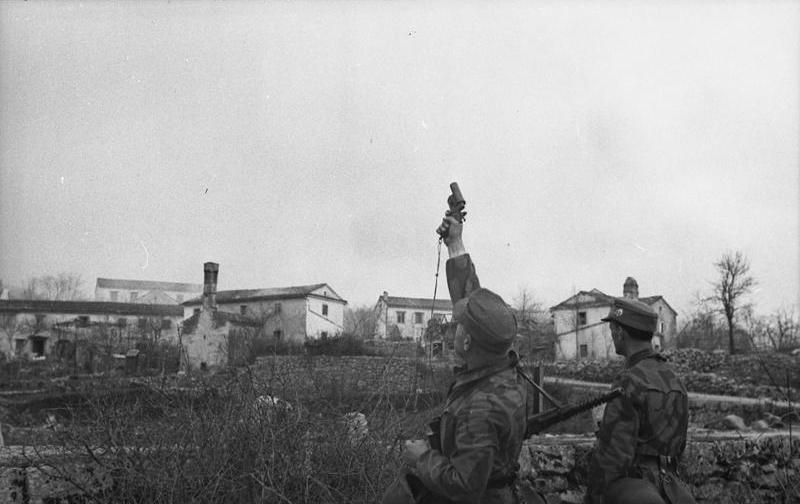
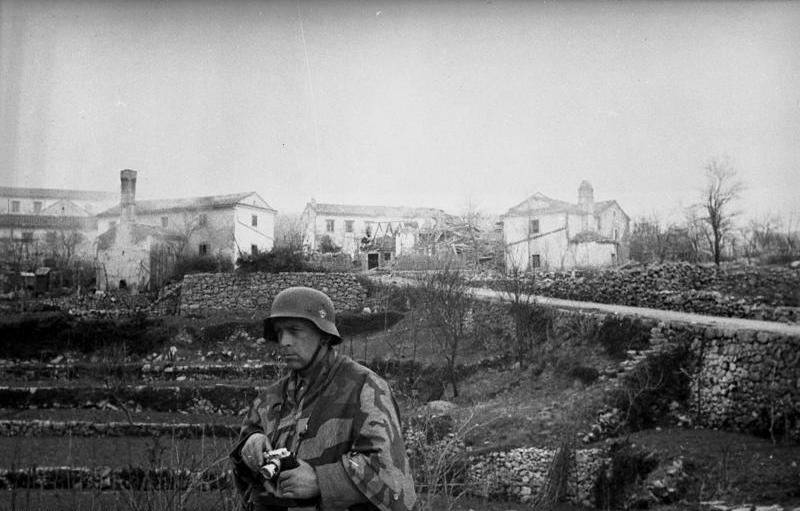
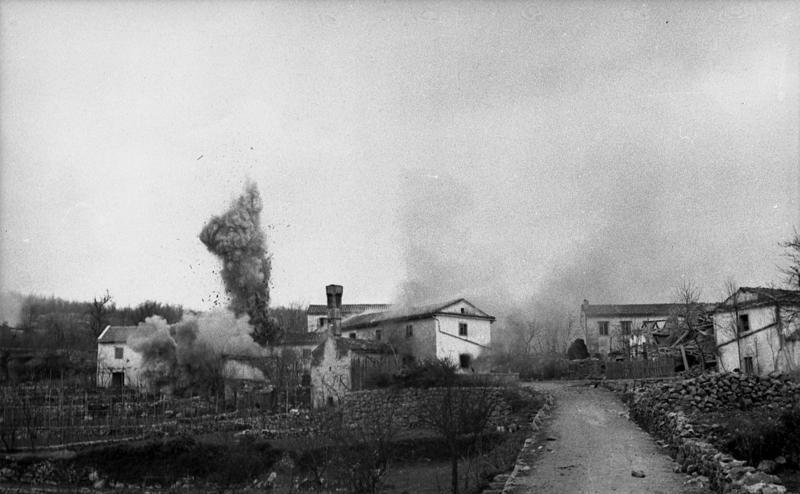
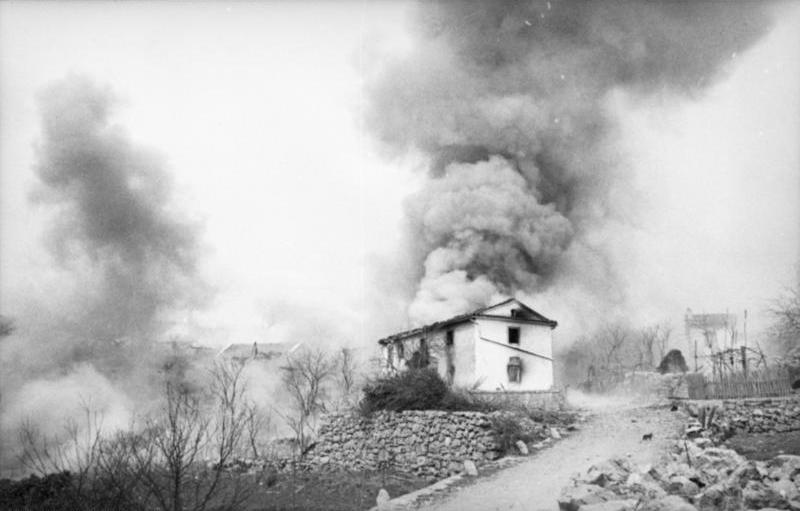
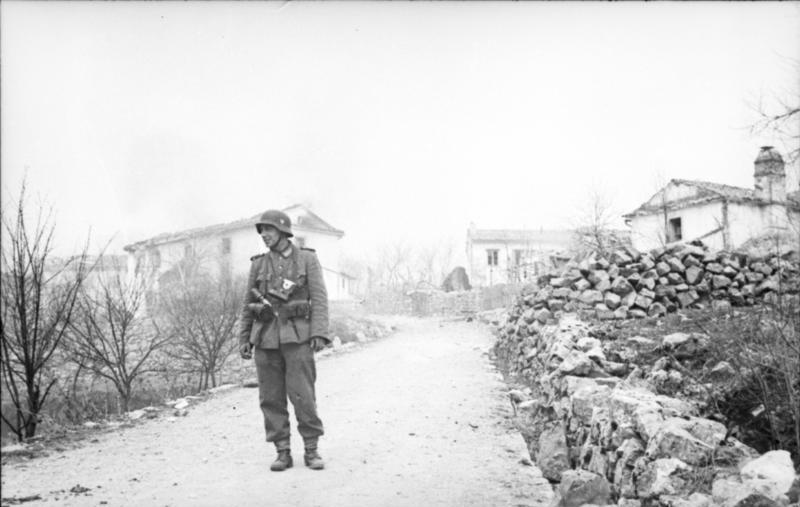